# دان فولجير
دان فولجير (بالإنجليزية: Dan Folger)‏ هو مغني وكاتب أغاني أمريكي، ولد في 11 أبريل 1943، وتوفي في 23 مارس 2006.

## وصلات خارجية
- دان فولجير على موقع ميوزك برينز (الإنجليزية)
- دان فولجير على موقع ديسكوغز (الإنجليزية)